# Gustav von François
Gustav Adolf von François (* 20. März 1815 in Eckhartswalde, Kreis Sorau; † 29. Dezember 1877 in Berlin-Charlottenburg) war ein preußischer Generalmajor.

## Leben

### Herkunft
Gustav war ein Sohn des kursächsischen Hauptmann und Herr auf Eckhartswalde August von François (1772–1835) und dessen Ehefrau Emilie, geborene von Zeschau (1784–1862). Sein älterer Bruder Alexander (1813–1861) war Landrat des Kreises Demmin und Generaldirektor in Pasewalk.

### Werdegang
François besuchte die Kadettenhäuser in Potsdam und Berlin. Anschließend wurde er am 7. August 1832 als Sekondeleutnant dem 13. Infanterie-Regiment der Preußischen Armee überwiesen. Von Ende Mai 1842 bis Ende September 1848 war er als Adjutant und Rechnungsführer des III. Bataillon zum 13. Landwehr-Regiment kommandiert und stieg zwischenzeitlich zum Premierleutnant auf. Vom 12. November 1849 bis zum 20. März 1850 war er in das 16. Landwehr-Regiment abkommandiert, wo er zur Wahrnehmung der Geschäfte in das III. Bataillon nach Meschede kam. Danach war er vom 30. März 1852 bis zum 22. August 1853 Kompanieführer beim I. Bataillon im 13. Landwehr-Regiment. In dieser Zeit wurde er am 22. Juni 1852 zum Hauptmann befördert. Am 19. August 1853 kam er als Adjutant zum Generalkommando des VII. Armee-Korps. Am 5. Januar 1856 wurde François Kompaniechef im 15. Infanterie-Regiment. Am 12. Februar 1859 zum Major befördert, kam er am 12. März 1859 als Kommandeur in das 7. kombinierte Reserve-Bataillon. Anschließend wurde er am 1. Juli 1860 zum Kommandeur des Füsilier-Bataillons des 15. Infanterie-Regiments ernannt und dort am 17. März 1863 zum Oberstleutnant befördert.
Während des Krieges gegen Dänemark nahm François 1864 am Sturm auf die Düppeler Schanzen und dem Übergang nach Alsen teil. Dafür wurde er am 10. März 1864 mit dem Roten Adlerorden IV. Klasse mit Schwertern ausgezeichnet. Unter Stellung à la suite seines Regiments wurde er am 3. April 1866 zum Kommandanten der Festung Weichselmünde und Neufahrwasser ernannt. In dieser Stellung erhielt er am 8. Juni 1868 den Charakter als Oberst sowie Mitte September 1869 den Kronen-Orden III. Klasse. Am 26. Juli 1870 wurde François das Patent zu seinem Dienstgrad verliehen und am 20. Juli 1871 zeichnete ihn der Kaiser mit dem Roten Adlerorden III. Klasse mit Schleife und Schwertern aus. Unter Verleihung des Charakters als Generalmajor stellte man François am 15. April 1873 mit Pension zur Disposition gestellt. Er starb am 29. Dezember 1877 in Charlottenburg.

### Familie
François heiratete am 24. Januar 1843 in Münster Auguste Fischer (1817–1875). Das Paar hatte mehrere Kinder, darunter:
- Ida (* 1843) ⚭ 1870 Adolf Riemann, Oberst a,D,
- Karoline (* 1845) ⚭ 1879 Otto von der Mülbe (1829–1916), preußischer Generalleutnant[1]
- Hermann (1847–1870), gefallen bei Spichern
- Bernhard (1850–1900), Hauptmann a. D. ⚭ 1882 Wilhelmine Heymann